# Grandisonia
Genre
Grandisonia est un genre de gymnophiones de la famille des Indotyphlidae.

## Répartition
Les quatre espèces de ce genre sont endémiques des Seychelles.

## Liste d'espèces
Selon Amphibian Species of the World (10 février 2014) :
- Grandisonia alternans (Stejneger, 1893)
- Grandisonia brevis (Boulenger, 1911)
- Grandisonia larvata (Ahl, 1934)
- Grandisonia sechellensis (Boulenger, 1911)

## Étymologie
Ce genre est nommé en l'honneur d'Alice Georgie Cruickshank Grandison.

## Publication originale
- Taylor, 1968 : The Caecilians of the World: A Taxonomic Review. Lawrence, University of Kansas Press.